# الحسن بن شجاع
أبو علي الحسن بن شجاع بن رجاء بن أبي الضحاك البلخي توفي عام 244 هـ أحد العلماء ومن رواة الحديث عند أهل السنة والجماعة.
كان من الأئمة حفّاظ الحديث ومن رفقاء البخاري. كما كان كاتباً مترسّلاً وله أشعار. وكان ممن أكثر الرحلة والكتب والحفظ والمذاكرة ومات وهو شاب. رحل إلى العراق والشام ومصر. أصله من جرجرايا. كان أبوه والي دمشق، وعاش معه. ثم اتصل بالمأمون (العباسي) فكان من كتّابه. وقيل: تقلد أصبهان. قال أحمد بن حنبل: «انتهى الحفظ إلى أربعة من خراسان: أبو زرعة، والبخاري، وعبد الله بن عبد الرحمن السمرقندي، والحسن بن شجاع البلخي.» وقال الذهبي: «كان إماما عارفا بالأبواب لا يجارى.
»

## شيوخه وتلاميذه
- شيوخه ومن روى عنهم:

سمع: مكي بن إبراهيم، وعبيد الله بن موسى، وأبا نعيم، ومحمد بن الصلت، وأبا مسهر، وسعيد بن أبي مريم، ويحيى بن يحيى النيسابوري، وأبا الوليد، وخلقا بالشام، والعراق، وخراسان، ومصر، والنواحي.
- تلاميذه ومن روى عنه:

روى عنه أبو زرعة الرازي، والبخاري والترمذي عن رجل عنه، وأحمد بن علي الأبار، ومحمد بن إسحاق الثقفي، ومحمد بن زكريا البلخي.

## وفاته
قال محمد بن جعفر البلخي: توفي في شوال سنة ألف وستين ومئتين، وهو ابن تسع وأربعين سنة، وفي رواية الكلاباذي عن محمد بن جعفر، سنة أربع وأربعين ومئتين.